# Lecanora tjibodasensis
Lecanora tjibodasensis är en lavart som beskrevs av Zahlbr. Lecanora tjibodasensis ingår i släktet Lecanora och familjen Lecanoraceae.   Inga underarter finns listade i Catalogue of Life.